# 錦橋駅
錦橋駅（にしきばしえき）は、かつて北海道札幌市南区にあった定山渓鉄道線の駅（廃駅）である。同線の廃線により1969年（昭和44年）に廃駅となった。
駅名は豊平川上流にかかる錦橋に由来する。
開業当時の周辺には保養所や温泉旅館があったが、そうした施設はやがて定山渓中心部へと移転し、代わりに豊羽鉱山出入り関係や、労務者たちの住宅地となった。鉄道廃止後は国道230号もコースを変え、駅跡は廃墟となった。

## 歴史
当初は小樽内川流域から搬出した木材を輸送するために、岐線を設けたものだった。

### 年表
- 1928年（昭和3年）6月7日：開業[1]。
- 1939年（昭和14年）：豊羽鉱山の採鉱開始に伴い、当駅から水松沢まで鉱石輸送用の専用軌道が敷かれる[1]。以前からの木材に加えて貨物取り扱いが多くなり、駅の重要性が増した[1]。
- 1960年（昭和35年）11月：本山道路の全線が完成。これに併せて、豊羽鉱山からの鉱石輸送は全面的にトラック輸送へ切り替わった[2]。
- 1969年（昭和44年）11月1日：定山渓鉄道線廃止に伴い廃駅となる。

## 隣の駅
定山渓鉄道
定山渓鉄道線
一の沢停留所 - 錦橋駅 - 白糸の滝停留所
日本鉱業豊羽鉱山専用鉄道
貨物専用線
錦橋駅 - 水松沢